# Urothemis consignata
Urothemis consignata is een libellensoort uit de familie van de korenbouten (Libellulidae), onderorde echte libellen (Anisoptera).
De wetenschappelijke naam Urothemis consignata is voor het eerst geldig gepubliceerd in 1897 door Selys.